# Leon Herckenrath
Leonardus Joannes (Leon) Herckenrath (gedoopt te Poeldijk, 6 mei 1800 – Monster, 12 september 1861)  was een Nederlandse zakenman en burgemeester. Tussen 1847 en 1854 was Herckenrath burgemeester van Monster.

## Leven, huwelijk en werk
Leon Herckenrath werd in 1800 geboren in Poeldijk. Toen hij 18 jaar oud was vertrok hij vanuit het op dat moment niet heel welvarende Nederland naar South Carolina. Enige tijd later kreeg hij gele koorts, en trof toen verpleegster Juliette MacCormick de Magnan. In 1823 trouwde Herckenrath, op dat moment 22 jaar oud, met de 14-jarige Juliette. Juliette was dochter van een Schotse vader en een creoolse moeder, maar Leon moest haar uit haar slavenbestaan vrijkopen. Herckenrath deed zaken via de firma Herckenrath & Van Damme. In 1835 vertrok het gezin, met inmiddels zeven kinderen, naar Nederland. Bij die gelegenheid liet Herckenrath door Jan Willem Pieneman enkele schilderijen maken van zijn familie. Tussen 1847 en 1854 was Herckenrath burgemeester van Monster. Tussen 1854 en 1861 was hij lid van de gemeenteraad van Monster.

## Grafkelder

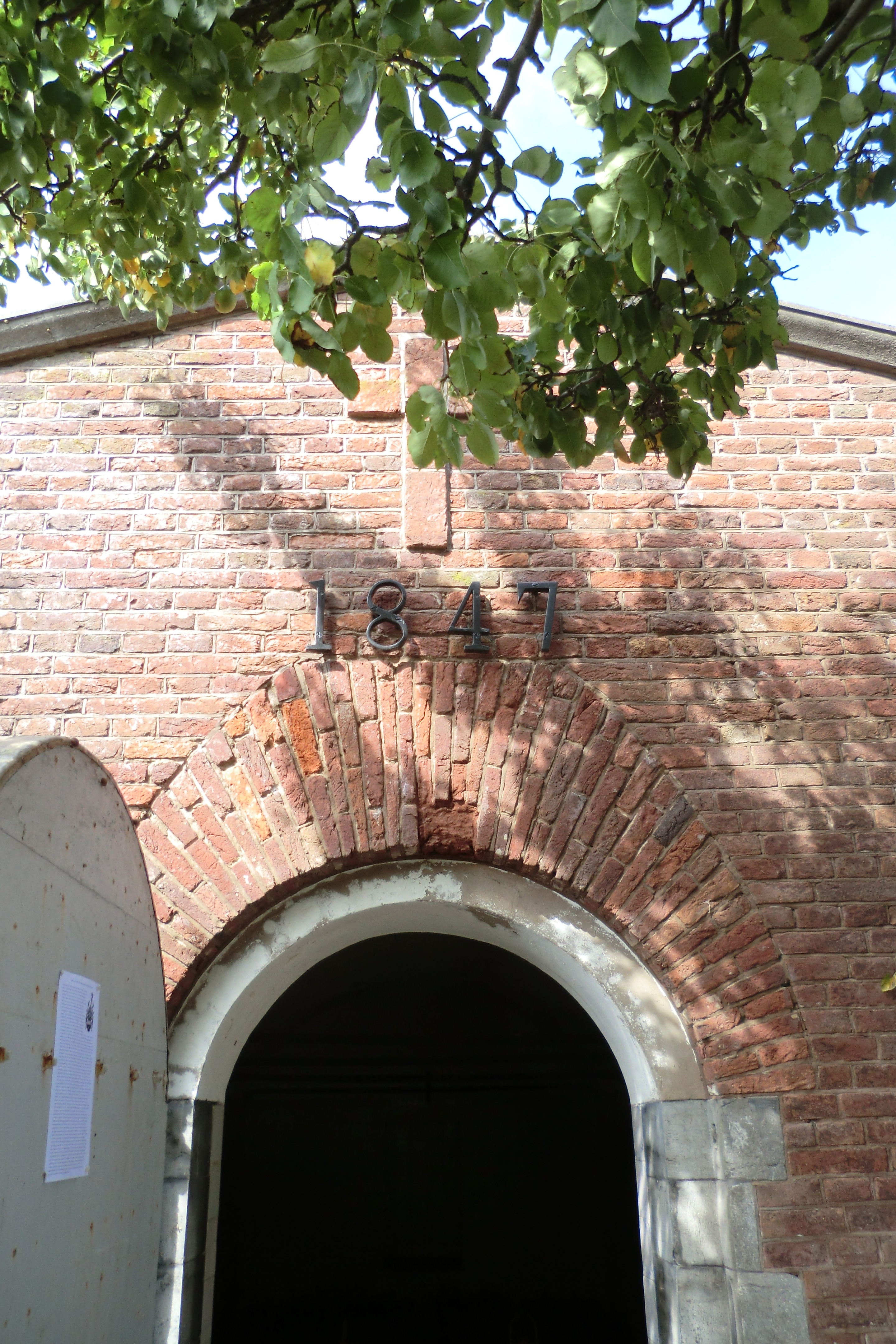
Grafkelder Herckenrath

Tussen 1844 en 1847 liet Herckenrath dicht bij Geerbron, waar de familie woonde, een grafkelder bouwen. Daar liggen veertien personen begraven: diverse leden van het gezin, Leons moeder, oom en de baker (kraamverzorgster).

## Novelle en roman
In 2020 beschreef Annejet van der Zijl in de novelle Leon en Juliette, het Boekenweekgeschenk van 2020, het leven van Herckenrath en zijn vrouw Juliette. In 2021 verscheen haar roman Fortuna’s kinderen, waarvan het gezinsleven van Leon en Juliette de basis vormt.